# Ferrals de las Corbièras
Ferrals de las Corbièras (en francès Ferrals-les-Corbières) és un municipi francès situat al departament de l'Aude i a la regió d'Occitània.